# 26276 Natrees
26276 Natrees (1998 SL4) là một tiểu hành tinh vành đai chính được phát hiện ngày 20 tháng 9 năm 1998 bởi P. G. Comba ở Prescott.